# 縁の海
縁の海（ふちのうみ、ラテン語: Mare Marginis）は月の海の一つで、月の表側の縁に位置する。月面緯度は北緯13.3度、月面経度は東経86.1度で、直径420kmである。
日本語訳で「緑の海（みどりのうみ）」と表記してある地図が時々見られるが、ラテン語名"Mare Marginis"は、"Mare"が「海」、"Marginis"が「端っこの」を意味するので一切「緑」という意味はなく、単純に誤記である。
この海は表側にある他の大半の海とは異なり、不規則な輪郭を持ち細長い外観である。海の面には小さい円形で、引き伸ばされた構造が見られるが、これらは恐らく300から520メートルの溶岩で埋まった隕石孔である。さらに、縁の海には明瞭で大きいクレーターが集中していない。そのため縁の海は、溶岩が単に地上まで届いて出来た高地の、低い地域であるように見える。海に深く穿たれたクレーター数個が近くに存在する。これらのクレーターは、火口原が、それを囲む高地の表面より下に位置している。そのために、それらは地表の近くに溶岩のある縁の海の周りの標識となっている。縁の海近辺の有名なクレーターとしては北方にアル＝ビールーニ・クレーターがあり、南東にはイブン・ユーヌス・クレーター、北西にはゴダード・クレーターがある。
この海の表面には、何か渦巻いたような、嵐の大洋にあるライナー・ガンマと同様の高アルベド堆積物が見られる。この物質は、比較的強い磁場と関連している。これは東の海と対蹠点に位置しており、そのこともこの物質の形成に関連があると考えられる。他にありうる説明としては「彗星の衝突」、「火山性ガスの放出」、「通常の地表が磁場によって風化した物質に覆われている」、などが挙げられる。しかしこのような高輝度物質の正確な原因は、判明していない。